# Менешть (Прахова)
Менешть, Менешті (рум. Mănești) — село у повіті Прахова в Румунії. Входить до складу комуни Менешть.
Село розташоване на відстані 51 км на північ від Бухареста, 16 км на південний захід від Плоєшті, 89 км на південь від Брашова.

## Населення
За даними перепису населення 2002 року у селі проживали 1137 осіб, з них 1136 осіб (99,9%) румунів. Усі жителі села рідною мовою назвали румунську.